# Marco Delvecchio
Marco Delvecchio (ur. 7 kwietnia 1973 w Mediolanie) – włoski piłkarz występujący na pozycji napastnika.
Reprezentant Włoch, zaczynał swoją profesjonalną karierę w Interze Mediolan. Następnie występował w SSC Venezia, Udinese Calcio i ponownie w Interze. W sezonie 1995/1996 przeszedł do Romy, w której na dłużej zagrzał miejsce zdobywając Scudetto w sezonie 2000/2001. W 2005 roku grał w Brescii Calcio, a w sezonie 2005/2006 w Parmie. Od 2006 do 2007 roku grał w Ascoli Calcio, po czym zakończył piłkarską karierę. W 2008 roku powrócił jednak do futbolu i sezon 2008/2009 spędził w amatorskim Pescatori Ostia.
Strzelił gola w finale Euro 2000 z Francją. Jego drużyna przegrała jednak po dogrywce.